# Права на животните
Правата на животните са идеи, според които някои или всички животни има правото да съществуват и най-основните им права, като нуждата да избегнат страдание, трябва да бъдат третирани като подобните такива права на хората.
Според тази идея животните имат правото да бъдат третирани като индивидите, които са със собствените си желания и нужди, а не като безчувствена собственост.
Защитниците на идеята се противопоставят на приписването на морални ценности и фундаментална защита, единствено на базата на различните видоде – идея, позната от 1970-те години като видизъм. Терминът е създаден от Ричард Д. Райдър, който твърди, че това е предразсъдък като всеки друг. Те твърдят, че животните не трябва да бъдат считани за собственост или да бъдат използвани за храна, облекло, научни тестове, забавление или пренос на товари. Много културни традиции по света като Джайнизъм, Даоизъм, Индуизъм, Будизъм, Шинтоизъм и Анимизъм също съдържат някои форми на права на животните.
Паралелно на дебата за моралните права животинското право е преподавано в много училища в Северна Америка, като някои известни учени като Стивън Уайс и Гари Франционе поддържат идеята за разширението на легалното право и личното право до нечовешките видове. Животните, най-често споменавани при аргументите в подкрепа на личното право, са човекоподобните маймуни. Идеята е подкрепена от някои защитници на животните, защото би нарушила бариерата между видовете, но среща противопоставяне от други, защото базира морални ценности на това как е устроен видът вместо на способността за страдание.
Критиците на идеята за правата на животните се аргументират с тезата, че нечовешките видове са неспособни да сключат обществен договор, вследствие на което не могат да имат права. Тази идея е обобщена от философа Роджър Скрутон, според който само хората имат задължения и поради това само хората имат права. Друг аргумент, свързван с идеята за утилитаризъм, е че животните могат да бъдат използвани като ресурс, докато не станат обект на безсмислено страдание; те може да имат някакво морално качество, но имат по-нисш статут от хората. Вследствие на това всеки интерес имат може да бъде пренебрегнат, въпреки че понятията необходимо страдание или легитимна жервта на интерес варират значително. Някои форми на активизъм в защита на правата на животните, като унищожението на ферми за добив на вълна и животински лаборатории от Фронта за животинска либерализация, търпят критики, включително от страна на движението за защита на животните.
Към ноември 2019 г. 29 държави забраняват експериментирането с човекоподобни маймуни. Аржентина гарантира основни човешки права на орангутана от 2014 г.

## Историческо развитие в западния свят

### Морален статут и животни в древния свят
Според Аристотел, животните не притежават разум (логос). Той поставя хората на върха на в природната йерархия, но въпреки това ужавението към животнтите в древна Гърция е много голямо. Някои животни са считани за свещени, например делфина. В Битие 1:26 (5-и или 6 век пр. хр.), на Адам му е дадена „властта над рибите в морето, птиците във въздуха, едрия рогат добитък, цялата земя и всяко нещо, което пълзи по земята.“ Правото да властва не му осигурява правата на собственик, но през вековете е интерпретирано от някои като намекващо за такова.
Модерният философ Бърнард Ролин пише че „властта не предполага и не позволява насилие в по-голяма степен от колкото тази която има родителят към детето си“. Ролин твърди, че Библейския Шабат „изисква в една от десетте Божи заповеди на животните да им бъде гарантиран почивен ден, заедно с този на хората“. Реципрочно, Библията забранява 'оране и с вол и с кон едновременно' (Второзаконие 22:10 – 11). Според равинската традиция, тази забрана е основана на страданието, което конят би изпитал, ако е принуден да поддържа темпото на вол. Подобна забрана е тази за 'запушване на устата на вола, докато тъпче зърното' (Второзаконие 25:4 – 5) и дори такава против унищожаването на дървета, по време на градска обсада (Второзаконие 20:19 – 20). Тези древни регулации, фактически забравени, говорят за красноречива осъзнатост, че животните имат статута на край, сами по себе си".
Философа и математик Питагор призовава за уважение към животните, вярвайки че човешките и нечовешките души се прераждат от човешки към животински и обратното. В противоречие на това, Аристотел, ученик на Платон, твърди че нечовеците нямат свой собствени интереси и ги поставя много по ниско от хората в голямата верига на съществуването. Той изготвя първата таксономия на животните: възприемайки някои сходства между хората и определени видове, но твърдейки, че в по-голямата си част животните не притежават разум (logos), мисъл (dianoia, nouns), вяра (doxa) и способността да разсъждават (logismos).
Теофраст, един от учениците на Аристотел, твърди че животните също могат да разсъждават и се противопоставя на яденето на месо, поради факта че отнема живота им и поради това е несправедливо.
Теофраст не постига успех; Ричард Сорабджи пише, че днешното отношение към животните може да бъде проследено до наследниците на Западната Християнска традиция и избора им да приемат йерархията на Аристотел.
Плутарх пише в своя Живота на Марк Порций Катон Стари, че докато законите и справедливостта се прилагат стриктно само за хората, благодеянията и добрината към животните характерна за доброто сърце. Намерението на Плутарх е с този аргумент да поправи и да развие уталитарното отношение към животните и робите на самия Марк Порций Катон Стари.
Том Беукамп пише, че най-обширният труд от античността за това как трябва бъдат третирани животните идва от Неоплатониста, Порфирий и трудовете му, Въздържание от Животинска Храна и За Вързържанието от Убиване на Животни.

### 17 век

#### Ранни закони за защита на животните в Европа
Според Ричард Д. Райдър, първият познат закон за защита на животните в Еропа е приет в Ирландия през 1635 г. Той забранява скубането на вълна от овцете и закачването на плугове на конската опашка, отнасяйки се до „жестокостта използвана към животните.“ През 1641 е приет първият правен код за защита на домашните животни в Северна Америка. Конституцията на Масачузетската колония е базирана на труд от преподобния Натаниел Уард (1578 – 1652), английска адвокат и пуритански свещеник. Списъкът с „ритуали“ на Уард включва ритуал 92: „Нито един човек не трябва да проявява тирания или жестокост към животните, които обикновено са гледани за употреба от човека“. Историкът Родерик Наш пише, че в пика на влиянието на Рене Декарт в Европа – и възгледа му, че животните са просто автомати – е важно че новите англичани създават закон, според който животните не са просто безчувствени машини.
Пуританите в Англия, също приемат закон за защита. Катлийн Кийт пише, че законите за добруването на животните са приети през 1654 като част от наредбите на Протектората – правителството на Оливър Кромуел (1599 – 1658), което управлява от 1653 до 1659 г, след английската революция. Кромуел не харесва кървавите спортове, които включват бой с петли, замеряне на петли, бой с кучета, бягане и бой с бикове. Тези спортове се практикуват в села и по панаири, а след време са свързвани с бездействие, пиянство и хазарт.

#### Рене Декарт
Голямото влияние на френския философ от 17 век Рене Декарт (1596 – 1650), който в труда си Медитаций (1641) формира обществената нагласа към животните до голяма част от 20 век. Пишейки по време на научната революция, Декарт предлага механична теория на вселената с цел да докаже, че може да бъде начертана карта на света без алюзий към субективния личен опит.
Неговия механичен подход се простира до проблема с животинското съзнание. Умът, според Декарт не е част от физическата вселена, той е отделна субстанция, свързваща човешките същества с Божествения ум. Нечовекът, от друга страна представлява за Декарт само сложен автомат без душа, ум и аргумнтация.

### Третиране на животните като задължение към себе си

#### Джон Лок и Имануел Кант
Срещу Декарт, британския философ, Джон Лок (1632 – 1704) коментира в своя Някои мисли относно образованието (1693), че животните нямат чувства и че ненужната жестокост към тях е морално погрешна, но че правото да не бъдат наранявани принадлежи и на собственика на животните и на човешкото същество което е наранено от жестокостта си.
Позицията на Лок съвпада с тази на Тома Аквински (1225 – 1274). Пол Валдау пише, че аргумента може да бъде открит в първото послание към коринтяните (9:9 – 10), когато Павел пита: „За конете ли е загрижен бог? Не говори ли изцяло за нас? Писано е заради нас.“ Християнски философи интерпретират като знак, че хората нямат дълг към нечовешките създания, а трябва само да ги предпазват от ненужна жестокост.
Германският философ Емануел Кант (1724 – 1804), следвайки Аквински, се противопоставя на идеята, че хората имат директен дълг към нехората. За Кант, жестокостта към животните е погрешна само, защото е вредна за човечеството. Той се аргументира през 1785 с твърдението че „жестокостта към животните е противоположна на дълга на човека към самия него, защото убива чувството му на симпатия към тяхното страдание и следователно природната склонност, която е много полезна за моралността във връзка с другите нечовешки същества е отслабена.“

### 18 век: Централност на чувствителността

#### Жан-Жак Русо
Жан-Жак Русо (1712 – 1778) подкрепя в Дискусия за неравенството (1754) включването на животните в природния закон на научна база: „Чрез този метод, ние слагаме край и на дългите спорове относно участието на животните в природни закон: защото е ясно, че след като са лишени от интелект и свобода, те не могат да припознаят този закон; въпреки това, когато те взимат участие в някои части от нашата природа, в резултат на чувствителността с която са дарени, те трябва да бъдат част от естествените права; така че човечеството е подчинено на вид задължение дори към животните. Изглежда, всъщност, че ако аз съм задължен да не наранявам останалите създания, това е по-малко, заради рационалността им и повече заради това, че са способни да изпитват чувства: и това качество, споделяно от човека и животното, трябва да осигурява на второто поне привилегията да не бъде своеволно малтретирано от първото.“
В своят трактат за образованието Емили, или за образованието (1762), той окуражава родителите да отглеждат децата си като вегетарианци. Той вярва, че храната, която ядат децата, играе важна роля в характера и позициите, които ще развият като възрастни.

#### Джеръми Бентам
Четири години по-късно, един от основателите на модерния утилитарианизъм, английския философ, Джереми Бентъм (1748 – 1832), въпреки позицията си против природните права, отбелязва, че отношението ни към останалите видове трябва да се ръководи от способността им да страдат. Бентъм твърди, че способността за страдание осигурява правото на еднакво третиране; еднакво третиране е когато интересите на даден вид са засегнати от действията на човека, те трябва да бъдат третирани като подобните интереси на всяко друго същество. Ако рационалността е критерият, според него, много хора, включително бебета и хора с увреждания, също трябва да бъдат третирани като обекти. Той не прави заключението, че хората и нехората имат еднакво морално значение, но защитава тезата, че интересите на вторите трябва да бъдат взети предвид. Той пише през 1789, по времето в което африканските роби са освободени от французите:
| „ | Французите вече откриха, че черната кожа не е причина човешко същество да бъде оставено на капризите на своя мъчител. Може би един ден ще бъде прието, че броят на краката или окосмяването също не са основание за обричането на чувствителни същества на същата съдба. Какво друго трябва да прокарва тази неопределена черта? Способността за мислене ли е или способността за разговор? Но напълно пораснал кон или куче са несравнимо по-рационални от бебетата на ден, седмица или дори месец. Но да предположим, че не беше така, каква полза от това? Въпросът не е могат ли да разсъждават, нито могат ли да говорят, а могат ли да страдат. | “ |

### 19 век: Появя наjus animalium
През 19 век интересът към защита на животинските права се увеличава многократно, осбенно в Англия. Деби Лег и Саймън Бруман пишат, че образованите класи са загрижени за отношението към възрастните, нуждаещите се, децата, психично болните и че тези тревоги са разширени до нехората. Преди 19 век, има съдебни преследвания за малтретиране на животни, но само поради щетите върху животното като собственост. През 1793 г, например, Джон Корниш е признат за невинен по обвинения за осакатяване на животно, след като откъсва езика на кон; съдията отсъжда, че Корниш може да бъде признат за виновен, само ако бъдат намерени доказателства за насилие над собственика.
От 1800 г, има няколко опита в Англия да бъде представено законодателство в защита на животните. Първият такъв закон е представен през 1800 г, от Сър Уилям Пълтени (1729 – 1805). Закона среща противопоставяне на базата на твърдения, че е във вреда на средната класа и е отхвърлен с разлика от два гласа. Друг опит е направен през 1802, този път против се обявява военния секретар, Уилям Уиндхам (1729 – 1805), който твърди, че законопроекта е подкрепян от Методисти и Якобинци, които целят „разрушаването на стария английски образ, чрез забраната на всички провинциални спортове“.
През 1809, Лорд Ерскин (1750 – 1823) представя законопроект за защита на едрия рогат добитък и конете от безсмислено нараняване, жестокост и бой. Той казва през Камарата на Лордовете, че животните са защтиени само като собственост: „Самите животни не са защитени--закона ги счита за несъществени--те нямат права!“ Ерскин в своята парламентарна реч комбинира животинските права и попечителството с теологическия апел против жестокостта включен в увода на законопроекта. Закона е прием от Лордовете, но среща противопоставяне в камарата на общините на Великобритания от Уиндхам, който твърди, че ще бъде използван срещу „по-нисшите слоеве“, докато истинските виновници ще бъдат техните работодатели.

#### Законът на Мартин
През 1821 г, закона за Отношението към конете е представен от полковник Ричард Мартин (1754 – 1834), Парламентален представител за Галауей в Ирландия, но среща подигравки в камарата на общините, че следващите закони ще бъдат за защита на котките и кучетата. Наричан на галено „Хуманния Дик“ от Джордж IV, Мартин постига успех през 1822 със своя „Закон за малтретирането на коне и добитък“- или „Законът на Мартин“, както става популярен – превърнал се в първия основен закон за защита на животните в света. Закона получава кралско одобрение на 22 юни, същата година като Закон за превенция на жестоко и неправилно отношение към добитъка, признавайки за престъпление, наказуемо с глоба до пет паунда или два месеца затвор, „биенето, тормозенето или малтретирането на коне, кобили, мулета, магарета, волове, крави, овце и друг рогат добитък“.
Според Лег и Бруман успеха на законопроекта се дължи на личността на „Хуманния Дик“, чието чувство за хумор успява да привлече вниманието на камарата. Самият Мартин организира първото съдебно преследване по новия закон, когато предизвиква ареста на Бил Бърн-продавач на плодове-за побой над магаре и развежда нараненото животно пред изумените погледи на присъстващите в съдебната зала. Бърнс е глобен, а вестниците и музикалните зали се изпълват с шеги за това как Мартин е разчитал на свидетелските показания на едно магаре.
Други страни започват да приемат подобни закони и да взимат решения в полза на животните. През 1822 г, съдилищата в Ню Йорк отсъждат, че жестокостта към животните е провинение в общото право. Във Франция през 1850 г, Жак Филип Делма де Грамон успява в инициативата си за приемането на Loi Grammont, забранявайки жестокостта към домашните животни и давайки начало на дългогодишни спорове за това дали биковете могат да бъдат класифицирани като домашни животни за да бъдат забранени боевете с бикове. Щата Вашингтон въвежда подобен закон през 1859, Ню Йорк през 1866, Калифорния през 186 и Флорида през 1889 г. В Англия, серия от поправки разширяват закона от 1822, който се превръща в Закона за Жестокст към животните от 1835, забранявайки боевете с петли и кучета, последван от друга поправка през 1849 и отново през 1876 г.

#### Общество за превенция на жестокостта към животните
Ричард Мартин скоро осъзнава, че магистратите не приемат закона на Мартин сериозно и че той не се прилага успешно. Много социални реформисти, непредставени в парламента подкрепят закона и около усилията на преподобния Артър Брум (1779-1837) се формира мрежа от поддръжници на идеята за основаване на доброволна организация, която да промотира доброто отношение към животните. Брум споделя идеите си в писма, публикувани или обобщени в различни периодични издания през 1821 г. След приемането на закона на Мартин през 1822, Брум опитва да формира Общество за Превенция на Жестокостта към Животните, която да събере заедно различни хора с висок социален статус и желание за реформи. Брум организира и председателства среща на симпатизанти през ноември 1822, където е постигнато съгласие, че трябва да бъде такова общество трябва да бъде създадено, а Брум е обявен за негов Секретар. Въпреки това опита за основаване не продължава дълго. През 1824, Брум урежда нова среща в кафене, често посещавано от много художници и актьори. Групата се среща на 16 юни, 1824 и включва няколко депутати: Ричард Мартин, Сър Джеймс Макинтош (1765-1832), Сър Томас Бъкстън (1786-1845), Уилям Уилбърфорс (1759-1833) и Сър Джеймс Греъм (1792-1861).
Те решават да основат „Общество създадено за превенцията на жестокостта към животните“; Обществото за Превенция на Жестокостта към Животните, както става познато. Обществото решава да изпрати хора да инспектират кланиците, пазара Смитфийлд, където се продават животни от десети век и да следят за отношението към конете от страна на треньорите им. Обществото става Кралското Общество през 1840, когато получава Кралска харта.
От 1824 са публикувани седем книги, анализиращи проблемите с правата на животните, а не само тяхната защита. Люис Гомперц (1783/4-1865), един от мъжете които посещават първата среща на Обществото, публикува Морални проучвания относно положението на човека и на животните (1824), защитавайки тезата че всяко живо същество, човек или не има по-голямо право да използва тялото си отколкото всеки друг и че нашия дълг да насърчаваме щастието се отнася до всички създания. Едуард Никълсън (1849-1912), глава на Бодлиевата библиотека към Оксфордския Университет, пише в своята Правата на едно Животно (1879), че животните имат същите естествени право на живот и свобода, които хората имат, отхвърляйки механичната представа на Декарт- или това което той нарича „Нео-Картезианска змия“ - идеята че животните нямат съзнание. Други писатели по това време, които изследват идеята че животните може да имат природни (или морални) права са Едуард Пайсън Евънс (1831-1917), Джон Мюир (1838-1914) и Джей. Хауърд Мур (1862-1916).

#### Артур Шопенхауер
Развитието на концепцията за животински права в Англия получава силна подкрепа от немския философ Артур Шопенхауер (1788-1860). Той пише, че европейците се „събуждат все повече и повече към чувството, че животните имат права, пропорционално с постепенното преодоляването на странната представа, че животинското царство съществува само в полза и удоволствие на човека.“
Той не се обявява в защита на вегетарианството, аргументирайки се с тезата, че докато смъртта на животното е бърза, човека би страдал повече от липсата на месо отколкото животното би страдало от това че е изядено. Шопенхауер също така теоретизира, че причината хората да се поддават на „неестествена диета“ на месоядство е поради неестествения и суров климат в който емигрират и нуждата от консумация на месо за оцеляването в подобен климат, тъй като плодовете и зеленчуците не могат да бъдат отглеждани в такива условия. Той подкрепя движението за защита на животните в Англия-„За чест на англичанина, нека се каже, че те са първите хора, които искрено разшириха защитата на закона до животните.“ Той също твърди относно доминиращия Кантски идеал, че жестокостта към животните е погрешна само, защото наранява хората:
| „ | Поради това, че Християнският морал не взима предвид животните.... те са забранени във философския морал; те са просто „неща“, само средства за постигането на каквито и да е цели. По тази причина те могат да бъдат използвани за научни опити, лов, боеве и състезания, както и да бъдат бити до смърт, докато се мъчът с тежкия товар. Срам за този морал, достоен за парии, шандали и млехи, който не приема вътрешната същност, съществуваща във всяко живо същество.... | “ |

#### Чарлз Дарвин
С „Произходът на видовете“, Дарвин променя начина по който хората гледат на отношенията си с другите животински видове. Според него те не просто са биологично свързани с хората, а имат собствен социален, ментален и морален живот. По-късно в „Произходът на човека“, Дарвин твърди, че „Няма съществена разлика между човека и висшите бозайници в техните умствени способности“, приписвайки на животните силата на разума, вземането на решения, паметта, съчувствието и въображението.
Дарвин се противопоставя на всякакъв тип жестокост към животните. През 1875, се явява пред Кралската Комисия по Вивисекция и лобира за закон, защитаваш животните използвани при научни изследвания.